# جانوران (مجموعه تلویزیونی)
جانوران (انگلیسی: Animal) یک مجموعه مستند طبیعت است که برای نتفلیکس ساخته شده است. در هر قسمت، یکی از بازیگران آنتونی مکی، برایان کرانستون، ربل ویلسون، رشیدا جونز، اندی سرکیس، اوزو ادوبا، دیوید هاربر و پدرو پاسکال روایت داستان را بر عهده دارد. این مجموعه به دنبال شگفت‌انگیزترین جانوران جهان است و لحظاتی بی‌سابقه، احساسی و گاه خارق‌العاده از زندگی آن‌ها را به تصویر می‌کشد. این مستند در ۱۰ نوامبر ۲۰۲۱ از نتفلیکس پخش شد و در سال ۲۰۲۳ نامزد دریافت جایزه امی برای بهترین مستند طبیعت شد.

## قسمت‌ها
| فصل | قسمت‌ها | قسمت‌ها | تاریخ اصلی روی آنتن رفتن | تاریخ اصلی روی آنتن رفتن |
| --- | ------ | ------ | ------------------------ | ------------------------ |
| ۱   | ۴      | ۴      | ۱۰ نوامبر ۲۰۲۱           | ۱۰ نوامبر ۲۰۲۱           |
| ۲   | ۴      | ۴      | ۱۸ مارس ۲۰۲۲             | ۱۸ مارس ۲۰۲۲             |